# Dabergotz
Dabergotz é um município da Alemanha, situado no distrito de Ostprignitz-Ruppin, no estado de Brandemburgo. Tem 12,59 km² de área, e sua população em 2019 foi estimada em 641 habitantes.